# Кирка (мифология)
Кирка (др.-греч. Κίρκη; в латинизированной форме Цирце́я) — в греческой мифологии дочь Гелиоса и океаниды Персеиды (или Персы). По некоторым авторам, дочь Аполлона и Эфеи.
Сестра Пасифаи.
Родственная с Гекатой богиня луны и, как Геката и Медея, чародейка, колдунья.
По Гомеру, жила на острове Ээя (др.-греч. Αἰαία, местоположение острова в сказаниях о Кирке географически неопределимо). Либо на острове Энария, или острове Меония. Местопребывание Кирки позднее было перенесено с дальнего востока на запад, к Тирренскому побережью: её именем назван мыс на Италийском берегу (в Лации). Жила у Тирренского моря, прибыла на остров в колеснице Гелиоса. Она очистила аргонавтов после убийства Апсирта.
По изложению Диодора, Кирка была дочерью Ээта и Гекаты. Вышла замуж за царя сарматов, отравила его зельем. Став царицей, была очень жестока с придворными, отчего утратила царскую власть. Бежала на просторы Океана и поселилась на острове вместе с сопровождавшими её женщинами; либо в Италии на мысе Керкей
Известно сказание о безнадёжной любви Кирки к морскому богу Главку, которому она отомстила, превратив в чудовище его возлюбленную Скиллу. Другое сказание — о любви Кирки к царю авзонов, сыну Сатурна Пику, которого она превратила в дятла.

## Кирка и Одиссей
Во время морских странствий на её острове оказался Одиссей. Несколько его спутников отправились осматривать остров, но были превращены Киркой в свиней. Тогда Одиссей пришёл к дому волшебницы и с помощью подаренного Гермесом чудесного растения моли победил её чары. Кирка, признав в отважном госте Одиссея, предложила ему остаться на острове и разделить её любовь. Одиссей согласился, но прежде взял с неё клятву, что она не замышляет против него ничего дурного и вернёт человеческий облик его спутникам, обращённым в свиней. Прожив год на острове в неге и довольстве, Одиссей, по настоянию товарищей, стал просить Кирку отпустить их на родину. Получив согласие богини, сначала он отправился к Аиду, чтобы узнать от прорицателя Тиресия о предстоящих ему испытаниях.
Согласно описанию Гомера, у Кирки было четыре служанки-нимфы, дочери потоков (ассоциируются с четырьмя райскими реками). Согласно Аполлонию Родосскому, звери Кирки — первые плоды эволюции, описанной Эмпедоклом.
Получив от Тиресия желанные сведения, Одиссей вернулся на остров Кирки. Кирка предупредила Одиссея об опасностях, которые ожидали его у острова Сирен, в проливе, где обитают Сцилла и Харибда, и у острова Тринакрии. Одиссей пустился в дальнейшее плавание. Кирка научила Одиссея делать узлы.
По Гесиоду, от Одиссея у Кирки родились сыновья Агрий и Латин (Гомер этого не упоминает). По другой версии, Кирка родила от Одиссея сына Телегона (либо Навсифоя и Телегона).
Позже Кирка вышла замуж за Телемаха, но была убита им, когда тот полюбил её дочь Кассифону.

## В позднейшей традиции
Гробницу Кирки показывали на островке Фармакуссы у Аттики. Утверждали, что от Кирки происходит италийское племя марсов, которое поэтому защищено от укусов змей. Гора Киркей в Лации — место охоты. На горе Киркей был храм Кирки, там показывали чашу Одиссея. Киркейский холм был в Колхиде.
Действующее лицо сатировской драмы Эсхила «Кирка» (фр.309-311 Радт) и ряда комедий. Предположительно Одиссей и Кирка изображены на ларце Кипсела.
По интерпретации, она была гетерой и очаровывала гостей.

## Влияние на современное искусство

### Кирка в литературе
Анализ и интерпретации мифа встречаются в литературе, например:
- «Метаморфозы» Овидий книга 14
- Плутарх. «Грилл, или О том, что животные обладают разумом»
- «Цирцея» (1916) — стихотворение Ивана Бунина
- Тема Цирцеи развивается в 15 главе романа Дж. Джойса «Улисс».
- Рассказ Хулио Кортасара «Цирцея» (Circe, 1951)
- Рассказ Роджера Желязны «Проблемы Цирцеи» (Circe Has Her Problems, 1965)
- В романе «Час Быка» Ивана Ефремова приводится рациональное объяснение мифа:

Цирцея — великолепный миф незапамятных времён, возникший ещё от матриархальных божеств, о сексуальной магии богини в зависимости от уровня эротического устремления: или вниз — к свинству, или вверх — к богине. Он почти всегда истолковывался неправильно. Красота и желание женщин вызывают свинство лишь в психике тех, кто не поднялся в своих сексуальных чувствах выше животного. Женщины в прежние времена лишь очень редко понимали пути борьбы с сексуальной дикостью мужчины, и те, кто это знал, считались Цирцеями. Встреча с Цирцеей была пробным камнем для всякого мужчины, чтобы узнать, человек ли он в Эросе. Сексуальная магия действует лишь на низкий уровень восприятия Красоты и Эроса.
- Роман «Цирцея» (2004) Максима Чертанова (псевдоним Марии Кузнецовой).
- Исторический фикшн "Circe" от Меделин Миллер (2018) предлагает ещё одну интерпретацию истории Цирцеи.
- Остросюжетная драма Кима Воронова "Цирцея. Жрица любви в косухе" (2023)

### Кирка в музыке
- 1650: «Улисс на острове Цирцеи», опера Джузеппе Дзампони
- 1675: «Цирцея», музыкальная драма Шарпантье
- 1694: «Цирцея», музыкальная трагедия Анри Демаре
- 1734: «Цирцея», опера Райнхарда Кайзера
- 1765: «Телемак, или Остров Цирцеи», опера Глюка
- 1779: «Цирцея», опера Мысливечека
- 1783: «Цирцея», опера Чимарозы
- 1938: «Цирцея», опера Цемлинского, не завершена
- 1948: «Цирцея», опера Вернера Эгка, по Кальдерону
- 1963: «Цирцея», балет Алана Хованесса (ор. 204), музыка которого в том же году была переработана композитором в  одноимённую симфонию (ор. 204а), восемнадцатую по счёту[32].
- 1968: «Кирка», сцена 3 первого акта оперы «Улисс» Луиджи Даллапикколы.
- 2024: «Сага о Цирцее», одна из саг мюзикла «EPIC: The Musical» от Хорхе Риверра-Эрранса, основанном на «Одиссее» Гомера.

## В астрономии
В честь Цирцеи назван астероид (34) Цирцея, открытый в 1855 году.